# Талађу (Арад)
Талађу (рум. Tălagiu) насеље је у Румунији у округу Арад у општини Плешкуца. Oпштина се налази на надморској висини од 195 m.

## Становништво
Према подацима из 2002. године у насељу је живело 473 становника, од којих су сви румунске националности.